# Sainte-Osmane
Sainte-Osmane korábbi község Franciaország Loire mente régiójában, Sarthe megyében. Lakosainak száma 177 fő (2018. január 1.). Sainte-Osmane Évaillé, Tresson, Vancé, Cogners, Montreuil-le-Henri, Ruillé-sur-Loir és Saint-Georges-de-la-Couée községekkel határos.
2019. január 1-jén Évaillé korábbi községgel egyesült és az így létrejött Val-d’Étangson új község része lett.

## Népesség
A település népessége az elmúlt években az alábbi módon változott:
| Lakosok száma | 185  | 181  | 178  | 177  |
|               | 2013 | 2015 | 2017 | 2018 |